# 노르웨이의 로마 가톨릭교회

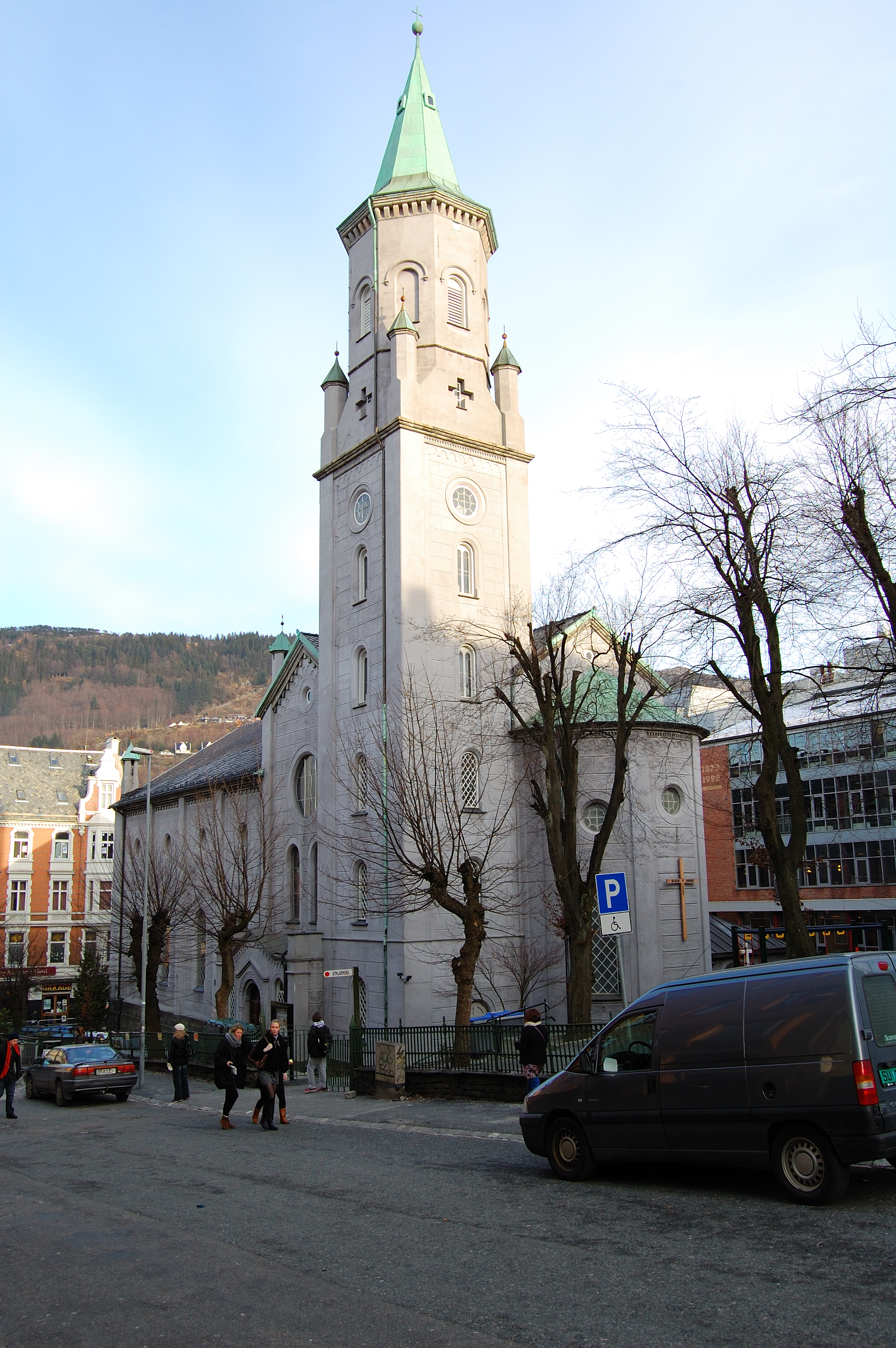

이 문서는 노르웨이의 로마 가톨릭교회 문서이다. 노르웨이에는 현재 약 230,000명의 가톨릭 신자가 있는데, 이들 가운데 70%가 외국 태생이다. 노르웨이 가톨릭교회는 크게 오슬로 교구, 트론헤임 성직자치구, 트롬쇠 성직자치구 등 크게 세 구역으로 나뉜다. 노르웨이에는 현재 32곳의 본당이 자리하고 있다. 1990년대에 노르웨이에서는 이슬람교의 신자 수가 가톨릭교회의 신자 수를 추월하였으며, 2000년대 초에는 가톨릭교회의 신자 수가 오순절교회 신자 수를 추월하였다. 이후, 노르웨이에서 가톨릭교회는 세 번째로 규모가 가장 큰 종교로 자리매김하게 되었으며 전체 인구의 4.7%를 차지하고 있다.